# Harold Varmus
Harold Elliot Varmus (Oceanside, 18 dicembre 1939) è un medico statunitense, vincitore, insieme a John Michael Bishop, del premio Nobel per la medicina nel 1989, «per la loro scoperta dell'origine cellulare degli oncogeni retrovirali».

## Biografia

### Carriera universitaria
Nasce il 18 dicembre del 1939 nel villaggio di Oceanside, nello stato di New York. Studia letteratura inglese del XVII secolo presso l'Università Harvard, dove si laurea nel 1962. In seguito, però, si iscrive alla facoltà di medicina della Columbia University. Inizia la sua carriera medica con una missione a Bareilly, in India. Entra poi a far parte dei National Institutes of Health nel 1968. Sarebbe stato direttore dei NIH tra il 1993 al 2000. Prima, però, insegnerà biochimica e biofisica presso l'Università di San Francisco, a partire dal 1982.

### Vita privata
Nel 1969 sposa Constance Louise Casey, con la quale avrà due figli: Jacob Carey (nato nel 1973) e Christopher Isaac (nato nel 1978).

## Ricerca scientifica
Durante la permanenza a San Francisco, ha inizio la collaborazione con Bishop. Gli studi dei due si incentrano principalmente sulla relazione tra i virus e il cancro, e scoprono il primo oncogene retrovirale, denominato Src o V-src.